# Velocimetría de imágenes de partículas

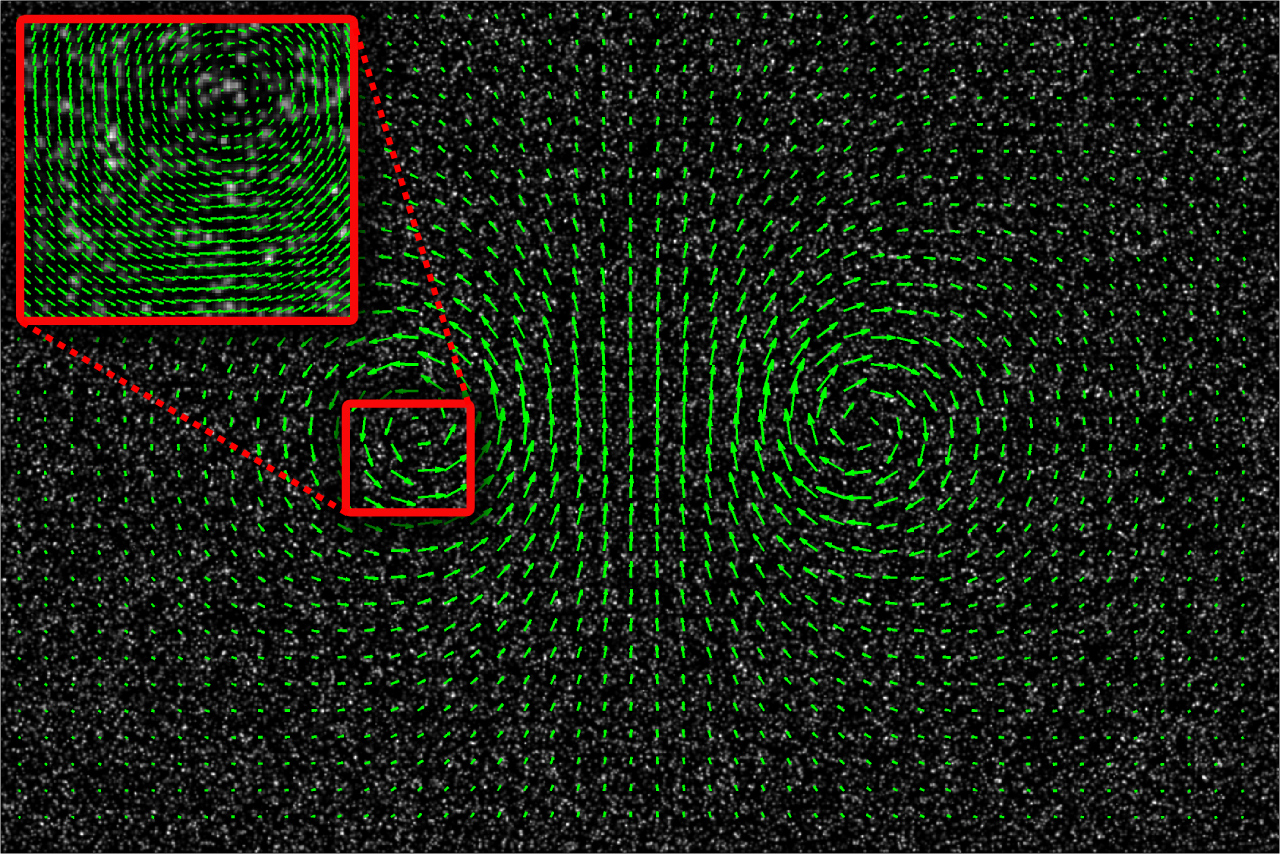
Velocimetría de imagen

La velocimetría de imagen de partículas (PIV) es un método óptico de visualización de flujo utilizado en educación e investigación. Se usa para obtener mediciones de velocidad instantáneas y propiedades relacionadas en fluidos. El fluido se siembra con partículas trazadoras que, para partículas suficientemente pequeñas, se supone que siguen fielmente la dinámica del flujo (el grado en que las partículas siguen fielmente el flujo se representa mediante el número de Stokes). El fluido con partículas arrastradas se ilumina para que las partículas sean visibles. El movimiento de las partículas de siembra se utiliza para calcular la velocidad y la dirección (el campo de velocidad) del flujo que se está estudiando.
Otras técnicas utilizadas para medir flujos son la velocimetría Doppler con láser y la anemometría por cable caliente. La principal diferencia entre PIV y esas técnicas es que PIV produce campos vectoriales bidimensionales o incluso tridimensionales, mientras que las otras técnicas miden la velocidad en un punto. Durante el PIV, la concentración de partículas es tal que es posible identificar partículas individuales en una imagen, pero no con certeza para rastrearlas entre imágenes. Cuando la concentración de partículas es tan baja que es posible seguir una partícula individual, se llama velocimetría de seguimiento de partículas (PTV), mientras que la velocimetría de moteado del láser se usa para casos donde la concentración de partículas es tan alta que es difícil observar partículas individuales en una imagen.
El arreglo PIV 2D (bidimensional) típico consiste en una cámara (normalmente una cámara digital con un chip CCD en sistemas modernos), una luz estroboscópica o un láser con una disposición óptica para limitar la región física iluminada (normalmente una lente cilíndrica para convertir un haz de luz en un plano), un sincronizador que actúa como un disparador externo para el control de la cámara y el láser, las partículas de siembra y el flujo estudiado. Un cable de fibra óptica o una guía de luz líquida pueden conectar el láser a la configuración de la lente. El software PIV se utiliza para post-procesar las imágenes ópticas.

## Historia
Si bien es probable que el método de agregar partículas u objetos a un fluido para observar su flujo se haya usado de vez en cuando a través de las edades, no se conoce una aplicación sostenida del método. El primero en utilizar partículas para estudiar fluidos de una manera más sistemática fue Ludwig Prandtl, a principios del siglo XX.
La velocimetría con láser Doppler es anterior al PIV como sistema de análisis láser digital que se generalizará para la investigación y el uso industrial. Capaz de obtener todas las mediciones de velocidad de un fluido en un punto específico, puede considerarse el predecesor inmediato del PIV bidimensional. El propio PIV encontró sus raíces en la velocimetría de moteado láser, una técnica con la que varios grupos comenzaron a experimentar a fines de los años setenta. A principios de la década de 1980, se encontró que era ventajoso disminuir la concentración de partículas a niveles en los que se pudieran observar partículas individuales. En estas densidades de partículas, se observó además que era más fácil estudiar los flujos si se dividían en muchas áreas de "interrogación" muy pequeñas, que podían analizarse individualmente para generar una velocidad para cada área. Las imágenes generalmente se grababan con cámaras analógicas y se necesitaba una inmensa cantidad de potencia informática para analizarlas.
Con el aumento del poder de las computadoras y el uso generalizado de las cámaras CCD, el PIV digital se ha vuelto cada vez más común, hasta el punto de que es la técnica principal en la actualidad.

## Equipos y aparatos

### Partículas de siembra
Las partículas de siembra son un componente inherentemente crítico del sistema PIV. Dependiendo del fluido bajo investigación, las partículas deben ser capaces de igualar las propiedades del fluido razonablemente bien. De lo contrario, no seguirán el flujo de manera suficientemente satisfactoria para que el análisis PIV se considere preciso. Las partículas ideales tendrán la misma densidad que el sistema de fluido que se está utilizando y serán esféricas (estas partículas se denominan microesferas). Si bien la elección real de partículas depende de la naturaleza del fluido, generalmente para las investigaciones de macro PIV son perlas de vidrio, poliestireno, polietileno, escamas de aluminio o gotas de aceite (si el fluido bajo investigación es un gas). El índice de refracción para las partículas de siembra debe ser diferente del fluido que están sembrando, de modo que la lámina de láser que incide en el flujo del fluido se refleje en las partículas y se esparza hacia la cámara.
Las partículas son típicamente de un diámetro del orden de 10 micrómetros a 100 micrómetros. En cuanto al tamaño, las partículas deben ser lo suficientemente pequeñas para que el tiempo de respuesta de las partículas al movimiento del fluido sea razonablemente corto para seguir con precisión el flujo, pero lo suficientemente grande como para dispersar una cantidad significativa de la luz láser incidente. Para algunos experimentos que involucran combustión, el tamaño de las partículas sembradas puede ser más pequeño, del orden de 1 micrómetro, para evitar el efecto de enfriamiento que las partículas inertes pueden tener sobre las llamas. Debido al pequeño tamaño de las partículas, el movimiento de las partículas está influenciado por las Leyes de Stoke y los efectos de sedimentación o aumento. En un modelo donde las partículas se modelan como esferas (microesferas) en un número de Reynolds muy bajo, la capacidad de las partículas para seguir el flujo del fluido es inversamente proporcional a la diferencia de densidad entre las partículas y el fluido, y también inversamente proporcional al cuadrado de su diámetro. La luz dispersada de las partículas está dominada por la dispersión de Mie, por lo que también es proporcional al cuadrado de los diámetros de las partículas. Por lo tanto, el tamaño de partícula debe equilibrarse para dispersar la luz suficiente para visualizar con precisión todas las partículas dentro del plano de la lámina láser, pero lo suficientemente pequeño para seguir con precisión el flujo.
El mecanismo de siembra también debe diseñarse para sembrar el flujo en un grado suficiente sin alterar demasiado el flujo.

### Cámara
Para realizar un análisis de PIV en el flujo, se requieren dos exposiciones de luz láser en la cámara desde el flujo. Originalmente, con la incapacidad de las cámaras para capturar múltiples fotogramas a altas velocidades, ambas exposiciones se capturaron en el mismo fotograma y este único fotograma se utilizó para determinar el flujo. Se utilizó un proceso llamado autocorrelación para este análisis. Sin embargo, como resultado de la autocorrelación, la dirección del flujo no es clara, ya que no está claro qué puntos de partículas son del primer pulso y cuáles del segundo pulso. Cámaras digitales más rápidas utilizando chips CCD o CMOS fueron desarrolladas desde que se pueden capturar dos cuadros a alta velocidad con una diferencia de unos pocos cientos de ns entre los cuadros. Esto ha permitido que cada exposición sea aislada en su propio marco para un análisis de correlación cruzada más preciso. La limitación de las cámaras típicas es que esta velocidad rápida se limita a un par de disparos. Esto se debe a que cada par de disparos debe transferirse a la computadora antes de poder tomar otro par de disparos. Las cámaras típicas solo pueden tomar un par de fotos a una velocidad mucho más lenta. Las cámaras CCD o CMOS de alta velocidad están disponibles, pero son mucho más caras.

### Láser y óptica
Para las configuraciones de macro PIV, los láseres son predominantes debido a su capacidad para producir haces de luz de alta potencia con duraciones de pulso cortas. Esto produce tiempos de exposición cortos para cada cuadro. Los láseres Nd: YAG , comúnmente utilizados en configuraciones PIV, emiten principalmente a una longitud de onda de 1064 nm y sus armónicos (532 nm, 266 nm, etc.). Por razones de seguridad, la emisión del láser generalmente se filtra en banda pasante para aislar los armónicos de 532 nm (esto es luz verde, el único armónico capaz de ser visto a simple vista). Se puede usar un cable de fibra óptica o una guía de luz líquida para dirigir la luz láser a la configuración experimental.
La óptica consiste en una combinación de lente esférica y lente cilíndrica. La lente cilíndrica expande el láser en un plano, mientras que la lente esférica comprime el plano en una hoja delgada. Esto es crítico ya que la técnica PIV generalmente no puede medir el movimiento normal a la hoja láser y, por lo tanto, idealmente, esto se elimina manteniendo una hoja láser completamente bidimensional. Sin embargo, se debe tener en cuenta que la lente esférica no puede comprimir la hoja láser en un plano bidimensional real. El grosor mínimo es del orden de la longitud de onda de la luz láser y se produce a una distancia finita de la configuración óptica (el punto focal de la lente esférica). Esta es la ubicación ideal para colocar el área de análisis del experimento.
La lente correcta para la cámara también debe seleccionarse para enfocar y visualizar adecuadamente las partículas dentro del área de investigación.

### Sincronizador
El sincronizador actúa como un disparador externo para la(s) cámara(s) y el láser. Mientras que los sistemas analógicos en forma de un fotodetector, el diafragma y una fuente de luz se han utilizado en el pasado, la mayoría de los sistemas en uso hoy en día son digitales. Controlado por una computadora, el sincronizador puede dictar el tiempo de cada cuadro de la secuencia de la cámara CCD junto con el disparo del láser con una precisión de 1 ns. Por lo tanto, el tiempo entre cada impulso del láser y la colocación del disparo del láser en referencia a la sincronización de la cámara se puede controlar con precisión. El conocimiento de este tiempo es crítico ya que es necesario para determinar la velocidad del fluido en el análisis PIV. Sincronizadores electrónicos independientes, llamados generadores digitales de retardo, ofrece temporización de resolución variable desde tan solo 250 ps hasta tan alto como varios ms. Con hasta ocho canales de temporización sincronizada, ofrecen los medios para controlar varias lámparas de flash y Q-switches, así como para proporcionar múltiples exposiciones de la cámara.

## Análisis
Análisis PIV de una pareja de vórtices. El aumento en la parte superior izquierda muestra el aumento en la resolución espacial que se puede lograr utilizando una técnica moderna de deformación de ventanas de múltiples pases.
Los marcos se dividen en un gran número de áreas de interrogación, o ventanas. Entonces es posible calcular un vector de desplazamiento para cada ventana con la ayuda del procesamiento de señales y las técnicas de autocorrelación o correlación cruzada. Esto se convierte a una velocidad utilizando el tiempo entre las tomas láser y el tamaño físico de cada píxel en la cámara. El tamaño de la ventana de interrogación debe elegirse para tener un promedio de al menos 6 partículas por ventana. Un ejemplo visual de Análisis PIV se puede ver aquí.
El sincronizador controla el tiempo entre las exposiciones de imagen y también permite que se adquieran pares de imágenes en varios momentos a lo largo del flujo. Para un análisis de PIV preciso, es ideal que la región del flujo de interés muestre un desplazamiento de partículas promedio de aproximadamente 8 píxeles. Este es un compromiso entre un espacio de tiempo más largo que permitiría que las partículas viajen más lejos entre marcos, lo que dificulta la identificación de qué ventana de interrogación viajó a qué punto, y un espacio de tiempo más corto, lo que podría dificultar la identificación de cualquier desplazamiento dentro del flujo.
La luz dispersada de cada partícula debe estar en la región de 2 a 4 píxeles a través de la imagen. Si se registra un área demasiado grande, el tamaño de la imagen de las partículas disminuye y puede producirse un bloqueo máximo con la pérdida de la precisión del subpixel. Existen métodos para superar el efecto de bloqueo máximo, pero requieren un trabajo adicional.
Si existe la experiencia y el tiempo de PIV internos para desarrollar un sistema, aunque no es trivial, es posible construir un sistema PIV personalizado. Sin embargo, los sistemas PIV de grado de investigación tienen láseres de alta potencia y especificaciones de cámara de gama alta para poder realizar mediciones con el espectro más amplio de experimentos requeridos en investigación.
Un ejemplo de análisis PIV sin instalación [1]

## Pros / contras

### Ventajas
El método es, en gran medida, no intrusivo. Los marcadores agregados (si se eligen correctamente) generalmente causan una distorsión insignificante del flujo de fluido.
La medición óptica evita la necesidad de tubos Pitot, anemómetros de alambre caliente u otras sondas de medición de flujo intrusivas. El método es capaz de medir una sección transversal bidimensional completa (geometría) del campo de flujo simultáneamente.
El procesamiento de datos a alta velocidad permite la generación de grandes cantidades de pares de imágenes que, en una computadora personal, pueden analizarse en tiempo real o posteriormente, y se puede obtener una gran cantidad de información casi continua.
Los valores de desplazamiento de subpíxeles permiten un alto grado de precisión, ya que cada vector es el promedio estadístico de muchas partículas dentro de una baldosa en particular. El desplazamiento generalmente puede ser preciso hasta el 10% de un píxel en el plano de la imagen.

### Inconvenientes
En algunos casos, debido a su mayor densidad, las partículas no seguirán perfectamente el movimiento del fluido (gas/líquido). Si los experimentos se realizan en agua, por ejemplo, es fácil encontrar partículas muy baratas (por ejemplo, polímeros con un diámetro de ~60 µm) con la misma densidad que el agua. Si la densidad aún no se ajusta, la densidad del fluido se puede ajustar aumentando/disminuyendo su temperatura. Esto lleva a cambios leves en el número de Reynolds, por lo que la velocidad del fluido o el tamaño del objeto experimental deben cambiarse para tener en cuenta esto.
Los métodos de velocimetría de imágenes de partículas en general no podrán medir componentes a lo largo del eje z (hacia o desde la cámara). Es posible que estos componentes no solo se pasen por alto, sino que también introduzcan una interferencia en los datos de los componentes x/y causados por el paralaje. Estos problemas no existen en el PIV estereoscópico, que utiliza dos cámaras para medir los tres componentes de velocidad.
Dado que los vectores de velocidad resultantes se basan en la correlación cruzada de las distribuciones de intensidad en áreas pequeñas del flujo, el campo de velocidad resultante es una representación espacial promediada del campo de velocidad real. Obviamente, esto tiene consecuencias para la precisión de las derivadas espaciales del campo de velocidad, la vorticidad y las funciones de correlación espacial que a menudo se derivan de los campos de velocidad PIV.
Los sistemas PIV utilizados en la investigación a menudo utilizan láseres de clase IV y cámaras de alta resolución y alta velocidad, lo que conlleva restricciones de costo y seguridad.

## Configuraciones de PIV más complejas

### PIV estereoscópico
El PIV estereoscópico utiliza dos cámaras con ángulos de visión separados para extraer el desplazamiento del eje z. Ambas cámaras deben estar enfocadas en el mismo punto en el flujo y deben estar calibradas correctamente para tener el mismo punto enfocado. En mecánica de fluidos fundamental, el desplazamiento dentro de una unidad de tiempo en las direcciones X, Y y Z se definen comúnmente por las variables U, V y W. Como se describió anteriormente, el PIV básico extrae los desplazamientos U y V como funciones del plano y X y Y. Esto permite cálculos de la Ux, Vy, Uy y Vx gradientes de velocidad. Sin embargo, los otros 5 términos del tensor de gradiente de velocidad no se pueden encontrar a partir de esta información. El análisis PIV estereoscópico también otorga el componente de desplazamiento del eje Z, W, dentro de ese plano. Esto no solo garantiza la velocidad del fluido en el eje Z en el plano de interés, sino que se pueden determinar dos términos de gradiente de velocidad más: Wx y Wy . Los componentes del gradiente de velocidad Uz, Vz y Wz no puede ser determinado. Las componentes del gradiente de velocidad forman el tensor:
{\displaystyle {\begin{bmatrix}Ux&Uy&Uz\\Vx&Vy&Vz\\Wx&Wy&Wz\end{bmatrix}}}

### PIV estereoscópico de doble plano
Esta es una expansión del PIV estereoscópico al agregar un segundo plano de investigación directamente compensado con el primero. Se requieren cuatro cámaras para este análisis. Los dos planos de luz láser se crean dividiendo la emisión de láser con un divisor de haz en dos haces. Cada haz se polariza ortogonalmente entre sí. A continuación, se transmiten a través de un conjunto de ópticas y se utilizan para iluminar uno de los dos planos simultáneamente.
Las cuatro cámaras se emparejan en grupos de dos. Cada par se enfoca en una de las hojas de láser de la misma manera que el PIV estereoscópico de un plano. Cada una de las cuatro cámaras tiene un filtro polarizador diseñado para dejar pasar la luz dispersada polarizada de los respectivos planos de interés. Básicamente, esto crea un sistema mediante el cual se ejecutan dos configuraciones de análisis PIV estereoscópicas separadas simultáneamente con solo una distancia de separación mínima entre los planos de interés. Esta técnica permite la determinación de los tres componentes del gradiente de velocidad que el PIV estereoscópico de un plano no pudo calcular: Uz, Vz y Wz. Con esta técnica, se puede cuantificar todo el tensor de gradiente de velocidad del fluido en el plano bidimensional de interés. Surge una dificultad en el hecho de que las hojas de láser se deben mantener lo suficientemente cerca como para aproximarse a un plano bidimensional, pero lo suficientemente compensado para que se puedan encontrar gradientes de velocidad significativos en la dirección z.

### PIV estereoscópico multiplano
Hay varias extensiones de la idea PIV estereoscópica de doble plano disponibles. Existe la opción de crear varias hojas láser paralelas utilizando un conjunto de divisores de haz y placas de cuarto de onda, proporcionando tres o más planos, utilizando una sola unidad láser y una configuración PIV estereoscópica, llamada XPIV.

### Micro PIV
Con el uso de un microscopio epifluorescente, se pueden analizar los flujos microscópicos. MicroPIV hace uso de partículas fluorescentes que excitan en una longitud de onda específica y emiten en otra longitud de onda. La luz láser se refleja a través de un espejo dicroico, viaja a través de una lente objetiva que se enfoca en el punto de interés e ilumina un volumen regional. La emisión de las partículas, junto con la luz láser reflejada, brilla a través del objetivo, el espejo dicroico y un filtro de emisión que bloquea la luz láser. Cuando PIV obtiene sus propiedades de análisis bidimensionales de la naturaleza plana de la lámina láser, microPIV utiliza la capacidad de la lente objetivo para enfocar solo un plano a la vez, creando así un plano bidimensional de partículas visibles.
Las partículas de MicroPIV son del orden de varios cientos de nm de diámetro, lo que significa que son extremadamente susceptibles al movimiento browniano. Por lo tanto, se debe utilizar una técnica especial de análisis de promediado por conjuntos para esta técnica. La correlación cruzada de una serie de análisis básicos de PIV se promedia juntos para determinar el campo de velocidad real. Por lo tanto, solo los flujos constantes pueden ser investigados. También se deben utilizar técnicas de preprocesamiento especiales, ya que las imágenes tienden a tener un sesgo de desplazamiento cero debido al ruido de fondo y las bajas relaciones señal-ruido. Por lo general, los objetivos de alta apertura numérica también se utilizan para capturar la máxima emisión de luz posible. La elección óptica también es crítica por las mismas razones.

### PIV holográfico
El PIV holográfico (HPIV) abarca una variedad de técnicas experimentales que utilizan la interferencia de luz coherente dispersada por una partícula y un haz de referencia para codificar información de la amplitud y fase de la luz dispersada que incide en un plano sensor. Esta información codificada, conocida como holograma, se puede usar para reconstruir el campo de intensidad original iluminando el holograma con el haz de referencia original mediante métodos ópticos o aproximaciones digitales. El campo de intensidad se consulta utilizando técnicas de correlación cruzada 3D para obtener un campo de velocidad.
El HPIV fuera del eje utiliza haces separados para proporcionar el objeto y las ondas de referencia. Esta configuración se usa para evitar que se genere una forma de ruido de moteado a partir de la interferencia de las dos ondas dentro del medio de dispersión, lo que ocurriría si ambas se propagaran a través del medio. Un experimento fuera de eje es un sistema óptico altamente complejo que comprende numerosos elementos ópticos, y el lector se refiere a un esquema de ejemplo en Sheng et al. para una presentación más completa.
La holografía en línea es otro enfoque que proporciona algunas ventajas únicas para la obtención de imágenes de partículas. Quizás el más grande de estos es el uso de luz dispersada hacia adelante, que es órdenes de magnitud más brillante que la dispersión normal orientada a la dirección del haz. Además, la configuración óptica de tales sistemas es mucho más simple porque la luz residual no necesita ser separada y recombinada en una ubicación diferente. La configuración en línea también proporciona una extensión relativamente fácil para aplicar sensores CCD, creando una clase separada de experimentos conocidos como holografía digital en línea. La complejidad de tales configuraciones cambia de la configuración óptica al posprocesamiento de imágenes, lo que implica el uso de haces de referencia simulados. La discusión adicional de estos temas está más allá del alcance de este artículo y se trata en Arroyo y Hinsch.
Una variedad de problemas degradan la calidad de los resultados del HPIV. La primera clase de temas involucra la reconstrucción misma. En la holografía, la onda de objeto de una partícula se supone típicamente que es esférica; sin embargo, debido a la teoría de la dispersión de Mie, esta onda es una forma compleja que puede distorsionar la partícula reconstruida. Otro problema es la presencia de un ruido de moteado sustancial que reduce la relación señal / ruido general de las imágenes de partículas. Este efecto es de mayor preocupación para los sistemas holográficos en línea porque el haz de referencia se propaga a través del volumen junto con el haz de objetos dispersos. El ruido también se puede introducir a través de impurezas en el medio de dispersión, como las variaciones de temperatura y las manchas de las ventanas. Debido a que la holografía requiere imágenes coherentes, estos efectos son mucho más graves que las condiciones de imagen tradicionales. La combinación de estos factores aumenta la complejidad del proceso de correlación. En particular, el ruido de moteado en una grabación de HPIV a menudo evita que se utilicen los métodos tradicionales de correlación basados en imágenes. En su lugar, se implementan la identificación y correlación de partículas individuales, que establecen límites en la densidad del número de partículas. Un esquema más completo de estas fuentes de error se proporciona en Meng et al.
A la luz de estos problemas, puede parecer que el HPIV es demasiado complicado y propenso a errores para ser utilizado en las mediciones de flujo. Sin embargo, se han obtenido muchos resultados impresionantes con todos los enfoques holográficos. Svizher y Cohen utilizaron un sistema híbrido de HPIV para estudiar la física de los vórtices de horquilla. Tao et al. investigaron la alineación de la vorticidad y los tensores de la tasa de tensión en un alto número de Reynolds turbulencia. Como ejemplo final, Sheng et al usaron microscopía holográfica para realizar mediciones cerca de la pared del esfuerzo de cizallamiento turbulento y la velocidad en capas límite turbulentas.

### Escaneando PIV
Al usar un espejo giratorio, una cámara de alta velocidad y corregir los cambios geométricos, el PIV se puede realizar casi instantáneamente en un conjunto de planos en todo el campo de flujo. Las propiedades del fluido entre los planos pueden entonces interpolarse. Por lo tanto, se puede realizar un análisis cuasi volumétrico en un volumen objetivo. La exploración de PIV se puede realizar junto con los otros métodos de PIV bidimensionales descritos para aproximar un análisis volumétrico tridimensional.

### PIV tomográfico
El PIV tomográfico se basa en la iluminación, el registro y la reconstrucción de partículas trazadoras dentro de un volumen de medición en 3-D. La técnica utiliza varias cámaras para grabar vistas simultáneas del volumen iluminado, que luego se reconstruye para obtener un campo de intensidad 3-D discretizado. Se analiza un par de campos de intensidad utilizando algoritmos de correlación cruzada 3D para calcular el campo de velocidad 3-D y 3-C dentro del volumen. La técnica fue desarrollada originalmente por Elsinga et al en 2006.
El procedimiento de reconstrucción es un problema inverso complejo sub-determinado. La principal complicación es que un solo conjunto de vistas puede resultar de un gran número de volúmenes en 3-D. Los procedimientos para determinar correctamente el volumen único de un conjunto de vistas son la base del campo de la tomografía. En la mayoría de los experimentos de Tomo-PIV, se utiliza la técnica de reconstrucción algebraica multiplicativa (MART). La ventaja de esta técnica de reconstrucción píxel a píxel es que evita la necesidad de identificar partículas individuales. Reconstruir el campo de intensidad de 3-D discretizada es computacionalmente intensivo y, más allá de MART, varios desarrollos han tratado de reducir significativamente este gasto computacional, por ejemplo la técnica de varias líneas de visión simultánea multiplicativo algebraica reconstrucción (MLOS-SMART) que aprovecha la dispersión del campo de intensidad 3-D para reducir los requisitos de almacenamiento y cálculo de memoria.
Como regla general, se necesitan al menos cuatro cámaras para una precisión de reconstrucción aceptable, y los mejores resultados se obtienen cuando las cámaras se colocan a aproximadamente 30 grados normales al volumen de medición. Se deben considerar muchos factores adicionales para un experimento exitoso. [cita requerida]
Tomo-PIV se ha aplicado a una amplia gama de flujos. Los ejemplos incluyen la estructura de una interacción turbulenta entre la capa límite y la onda de choque,  la vorticidad de una estela cilíndrica o un perfil aerodinámico de cabeceo, experimentos aeroacústicos de varilla aerodinámica, y para medir a pequeña escala, microflujos. Más recientemente, Tomo-PIV se ha utilizado junto con la velocimetría de seguimiento de partículas en 3D para comprender las interacciones depredador-presa, y la versión portátil de Tomo-PIV se ha utilizado para estudiar organismos únicos de natación en la Antártida.

### PIV termográfico
El PIV termográfico se basa en el uso de fósforos termográficos como partículas de siembra. El uso de estos fósforos termográficos permite la medición simultánea de la velocidad y la temperatura en un flujo.
Los fósforos termográficos se componen de materiales cerámicos dopados con iones de tierras raras o de metales de transición, que muestran fosforescencia cuando se iluminan con luz ultravioleta. El tiempo de descomposición y los espectros de esta fosforescencia son sensibles a la temperatura y ofrecen dos métodos diferentes para medir la temperatura. El método de tiempo de decaimiento consiste en ajustar la descomposición de la fosforescencia a una función exponencial y se usa normalmente en mediciones puntuales, aunque se ha demostrado en mediciones de superficie. La relación de intensidad entre dos líneas espectrales diferentes de la emisión de fosforescencia, rastreada mediante filtros espectrales, también depende de la temperatura y puede emplearse para mediciones de superficie.
Las partículas de fósforo de tamaño micrométrico utilizadas en el PIV termográfico se siembran en el flujo como trazador y, después de la iluminación con una lámina delgada de luz láser, la temperatura de las partículas se puede medir a partir de la fosforescencia, normalmente utilizando una técnica de relación de intensidad. Es importante que las partículas sean de tamaño pequeño para que no solo sigan el flujo satisfactoriamente, sino que también asuman su temperatura rápidamente. Para un diámetro de 2 µm, el deslizamiento térmico entre la partícula y el gas es tan pequeño como el deslizamiento de la velocidad.
La iluminación del fósforo se consigue mediante luz UV. La mayoría de los fósforos termográficos absorben la luz en una banda ancha en el UV y, por lo tanto, se pueden excitar utilizando un láser YAG: Nd. Teóricamente, la misma luz puede usarse tanto para PIV como para mediciones de temperatura, pero esto significaría que se necesitan cámaras sensibles a los rayos UV. En la práctica, se superponen dos haces diferentes originados en láseres separados. Mientras que uno de los haces se usa para medir la velocidad, el otro se usa para medir la temperatura.
El uso de fósforos termográficos ofrece algunas características ventajosas que incluyen la capacidad de sobrevivir en ambientes reactivos y de alta temperatura, la estabilidad química y la insensibilidad de su emisión de fosforescencia a la presión y la composición del gas. Además, los fósforos termográficos emiten luz en diferentes longitudes de onda, lo que permite la discriminación espectral contra la luz de excitación y el fondo.
El PIV termográfico se ha demostrado para mediciones de tiempo promedio y disparo único. Recientemente, también se han realizado con éxito mediciones de alta velocidad (3 kHz) resueltos en el tiempo.

### Inteligencia artificial PIV
Con el desarrollo de la inteligencia artificial, se han producido publicaciones científicas y software comercial que proponen cálculos PIV basados en aprendizaje profundo y redes neuronales convolucionales. La metodología utilizada proviene principalmente de redes neuronales de flujo óptico populares en visión artificial. Se genera un conjunto de datos que incluye imágenes de partículas para entrenar los parámetros de las redes. El resultado es una red neuronal profunda para PIV que puede proporcionar una estimación del movimiento denso, hasta un máximo de un vector por píxel si las imágenes grabadas lo permiten. AI PIV promete un campo de velocidad denso, no limitado por el tamaño del área de interrogación, que limita el PIV tradicional a un vector por cada 16 x 16 píxeles.

## Aplicaciones
El PIV se ha aplicado a una amplia gama de problemas de flujo, que varían desde el flujo sobre el ala de un avión en un túnel de viento hasta la formación de vórtices en las válvulas protésicas del corazón. Se han buscado técnicas tridimensionales para analizar flujos turbulentos y chorros.
Los algoritmos de PIV rudimentarios basados en correlación cruzada pueden implementarse en cuestión de horas, mientras que los algoritmos más sofisticados pueden requerir una importante inversión de tiempo. Varias implementaciones de código abierto están disponibles. La aplicación de PIV en el sistema educativo de los Estados Unidos ha sido limitada debido a las preocupaciones de alto precio y seguridad de los sistemas PIV con grado de investigación industrial.

### PIV granular: medición de velocidad en flujos granulares y avalanchas
PIV también se puede utilizar para medir el campo de velocidad de la superficie libre y el límite basal en unos flujos granulares tales como los de recipientes agitados, tumbadores y avalanchas. Este análisis es particularmente adecuado para medios no transparentes como arena, grava, cuarzo u otros materiales granulares que son comunes en la geofísica. Este enfoque PIV se denomina "PIV granular". La configuración para PIV granular difiere de la configuración PIV habitual en que la estructura de la superficie óptica que se produce al iluminar la superficie del flujo granular ya es suficiente para detectar el movimiento. Esto significa que uno no necesita agregar partículas trazadoras en el material a granel.